# Below the Waste
Below the Waste è il quarto album discografico in studio del gruppo musicale Art of Noise, pubblicato nel settembre 1989.

## Tracce
1. Dan Dare (A. Dudley/J. Jeczalik) - 6:01
2. Yebo (A. Dudley/J. Jeczalik/W. Nkosi) - 7:11
3. Catwalk (A. Dudley/J. Jeczalik/T. Hayton) - 5:29
4. Promenade 1 (A. Dudley) - 0:32
5. Dilemma (J. Jeczalik/T. Hayton) - 3:00
6. Island (A. Dudley/J. Jeczalik) - 5:49
7. Chain Gang (J. Jeczalik/W. Nkosi) - 3:07
8. Promenade 2 (A. Dudley) - 0:38
9. Back To Back (J. Jeczalik) - 3:53
10. Flashback (A. Dudley) - 1:45
11. Spit (A. Dudley/J. Jeczalik) - 3:31
12. Robinson Crusoe (Reverberi/Mellin/Parys) - 3:47
13. James Bond Theme (Norman) - 5:18
14. Finale (A. Dudley) - 2:38

## Formazione
- Anne Dudley
- J. J. Jeczalik